# Kihliänjärvi och Nuolinki
Kihliänjärvi och Nuolinki eller Nuija är en sjö i Finland. Den ligger i kommunen Mäntyharju i landskapet Södra Savolax, i den södra delen av landet, 170 km nordost om huvudstaden Helsingfors. Kihliänjärvi och Nuolinki ligger 85 meter över havet. Arean är 4,28 kvadratkilometer och strandlinjen är 38,87 kilometer lång. Sjön  ingår i Kymmene älvs huvudavrinningsområde.   I omgivningarna runt Kihliänjärvi och Nuolinki växer i huvudsak barrskog. Den sträcker sig 4,0 kilometer i nord-sydlig riktning, och 3,9 kilometer i öst-västlig riktning.
I övrigt finns följande i Kihliänjärvi och Nuolinki:
- Majasaari (en ö)
- Pitäjänsaari (en ö)
- Taikiansaari (en ö)
- Juurikkasaari (en ö)